# Xysmalobium sessile
Xysmalobium sessile là một loài thực vật có hoa trong họ La bố ma. Loài này được (Decne.) Decne. miêu tả khoa học đầu tiên năm 1844.